# Mammillaria tonalensis
Mammillaria tonalensis är en kaktusväxtart som beskrevs av David Richard Hunt. Mammillaria tonalensis ingår i släktet Mammillaria och familjen kaktusväxter. Inga underarter finns listade i Catalogue of Life.